# Polypodium subpetiolatum
Polypodium subpetiolatum är en stensöteväxtart som beskrevs av William Jackson Hooker. Polypodium subpetiolatum ingår i släktet Polypodium och familjen Polypodiaceae. Inga underarter finns listade.